# Hans Moeckel
Hans Moeckel (Sankt Gallen, 17 januari 1923 – Zürich, 6 oktober 1983) was een Zwitsers componist, muziekpedagoog, dirigent, pianist, klarinettist en saxofonist.

## Levensloop
Moeckel was in 1939 bandleader van de "Swing Pulis" in Sankt Gallen en speelde zelf saxofoon en klarinet. Hij verzamelde jazzenthousiasten van zijn medeleerlingen aan de kantonschool om zich. Omdat een gedeelte van de jazzmuzikanten eveneens in de Stadtmusik St. Gallen meespeelden, had hij verschillende discussies met de dirigent van dit harmonieorkest vanwege de intonatie. Moeckel studeerde muziektheorie, compositie en piano aan het Konservatorium für Klassik und Jazz in Zürich. Vervolgens werd hij dirigent van het theaterorkest in Sankt Gallen. In 1947 werd hij arrangeur en tweede dirigent van het studio-orkest van de Zwitserse omroep DRS (Radio der deutschen und rätoromanischen Schweiz) studio Bazel. In 1966 werd hij opvolger van Cédric Dumont als dirigent van het amusementsorkest van de DRS, toen bekend als Unterhaltungsorchester Beromünster.
Moeckel was medeoprichter van het Radioblaasorkest in Bazel en eveneens dirigent van het Politiemuziekkorps van de stad Bazel. Later werd hij ook dirigent van de Stadtmusik Zürich en van 1975 tot 1983 van het militaire muziekkorps Feldmusik Jona.
In de laatste jaren van zijn leven was hij werkzaam als docent aan het Konservatorium für Klassik und Jazz in Zürich.
Als componist werd hij vooral bekend voor zijn balletten en musicals, die tussen het einde van de jaren 1950 en de jaren 1970 alle op langspeelplaat werden opgenomen. Hij componeerde eveneens chansons voor Zwitserse acteurs zoals Stephanie Glaser en Ines Torelli. Hij verzorgde regelmatig optredens in het televisie van de DRS met zijn amusementsorkest.
Hij was gehuwd met de zangeres Ella Moeckel. Hun zoon Thomas Moeckel is een in Zwitserland bekende jazzmusicus.

## Composities

### Werken voor orkest
- 1956 Afrikanische Nacht, symfonische studie over motieven vanuit de Afrikaanse volksmuziek
- 1965 Zürich by Night
- Bitterli und die Reisnägel
- Bolèro
- Causerie sentimentale, voor twee celli solo en orkest
- Concertino, voor piano en orkest, op. 38
  1. Intrada
  2. Notturno
  3. Capriccio
- Eine Harlekinade, in vijf delen, op. 9
- Kapriziöser Walzer
- Kleiner Ländler
- Rondo in Swing, voor Wurlitzer elektrisch piano en orkest
- Serenade + Variée, voor viool en orkest, op. 22
- Trompeten-Parade, voor trompet en orkest
- Ul Furmighin, voor koor en orkest
- Zum goldenen Ochsen

### Werken voor harmonieorkest
- 1961 Volk und Heimat, hymne
- 1962 Allegro Festivo, divertimento
- 1963 Frühlingsgruss
- 1968 Die Reiter von Saignelégier, ouverture
- 1968 Fanfaren-Intrade
- 1968 Herbstruf
- 1968 Landschaften-Suite
- 1973 Jurahöhen ouverture
- Bilder aus Asymmetrien
- Cortège
- Danza Paesana, plattelands dans
- Das Gotteskind
- Die Einheitsplatte
- Geburtstagsmarsch, met gebruik van "Happy Birthday to you"
- Reisepläne
- Retraite, voor Baslertrom en harmonieorkest
- Rhythmicals Suite
- Schwarze Patten
- Sommerwanderung
- Stratosphärima
- Vier Märsche
- Weidmann-Marsch
- Winterfreuden
- Zug um Zug, voor trombonetrio en harmonieorkest
- Schnelle Züge, voor trombonetrio en harmonieorkest

### Muziektheater

#### Balletten
| Voltooid in | titel                                     | aktes        | première | libretto                           | choreografie |
| ----------- | ----------------------------------------- | ------------ | -------- | ---------------------------------- | ------------ |
|             | Ballett zum "Rhyn im Elsass"              |              |          |                                    |              |
|             | Die fromme Helene                         |              |          | naar het gedicht van Wilhelm Busch |              |
|             | Frühlingsfieber op. 33                    |              |          |                                    |              |
|             | Das gläserne Herz                         |              |          | Mara Jovanovits                    |              |
|             | Die roten Schuhe ein Tanzspiel            |              |          | Wanda Weber-Bentel                 |              |
|             | Tredeschin, op. 29                        |              |          | Maria Jovanovits                   |              |
|             | Valses fantastiques – Fantastische Walzer | 5 impressies |          |                                    |              |

#### Musicals
| Voltooid in | titel                         | uitvoeringen | première | libretto                | verdere liedteksten | choreografie |
| ----------- | ----------------------------- | ------------ | -------- | ----------------------- | ------------------- | ------------ |
| 1959/1970   | Eusi chlii Stadt              |              |          | Werner Wollenberger     |                     |              |
| 1964        | Bibi-Balù – Ein Gaunermusical |              |          | Hans Gmür en Karl Suter |                     |              |
| 1967        | Golden Girl                   |              |          | Hans Gmür en Karl Suter |                     |              |
| 1973        | Viva Banana                   |              |          | Hans Gmür en Karl Suter |                     |              |
| 1976        | Z wie Züri                    |              |          | Hans Gmür en Karl Suter |                     |              |
|             | Tabourettli                   |              |          |                         |                     |              |
|             | Zauber, Zirkus, Zuckerhut     |              |          | Jörg Schneider          | Hans Gmür           |              |
|             | Zimmer gesucht                |              |          | Walter Probst           |                     |              |

#### Toneelmuziek
- 1947 De Füürstei und de Häxegeist, sprookjesspel naar Hans Christian Andersen op een tekst van H. K. Graf
- 1964 Voici Bale – 3 Lieder aus dem Basler Spiel zur Expo 1964 – tekst: Max Afflerbach en Blasius
- 1977 Torelli Total, theatershow van Ines Torelli – tekst: Hans Gmür
- Bonifazius und die Wunderlampe
- Freut Euch des Lebens!, een vrolijk speel in acht taferelen – tekst: Walter Lesch
- Musik zum Spiel Herr und Frau Fischer
- Zvil Fränkli

### Werken voor radio en televisie
- 1957 Verzell Du das em Fährimaa
- 1972 Gaslicht, misdaadhoorspel van Patrick Hamilton (Duits: Guenter Bloecker)
- Alaska-Kid, hoorspel – tekst: Kurt Vethake
- Allah hat hundert Namen, hoorspel – tekst: Günter Eich
- Amalie Klapotek Hörspielmusik
- Anruf aus dem Jenseits, hoorspel – tekst: Robert Innoch
- Atalanta, hoorspel
- Auf Schritt und Tritt, hoorspel
- Auge um Auge, hoorspel
- Biggels in grosser Mission, hoorspel – tekst: W.E. Johns, H. Schürmann
- Bitterli auf hoher See, hoorspel
- Das Beförderungsspiel, hoorspel
- Das Ende der Nacht, hoorspel
- Das Haus voller Gäste, hoorspel – tekst: Johannes Hendrich
- Das Steckenpferd, hoorspel
- Der Herr Ornifle, hoorspel – tekst: Jean Anouilh, Duitse vertaling: Franz Geiger
- Der letzte Passagier, hoorspel
- Der Lohn der Arbeit, hoorspel – tekst: Kurt Vethake
- Der Sängerkrieg der Heidehasen, hoorspel voor kinderen – tekst: James Krüss
- Der silberne Buddha, hoorspel – tekst: Martin Blattner
- Der unbarmherzige Samariter, hoorspel – tekst: Val Gielgud, Doris Suter
- Di tumm Auguschtine, hoorspel – tekst: Trudi Matarese-Sartoni
- Die Bremer Stadtmusikanten, hoorspel
- Die Dame mit dem schwarzen Dackel, hoorspel
- Die drei Tode des Mr. X (Thema mit Variationen), hoorspel
- Die Geschichte vom toenenden Bleistift, hoorspel – tekst: K. Vethake
- Die Ilias, hoorspel – tekst: Walter Lens en Plattner
- Die kleinen grauen Zellen, hoorspel
- Die Kunst der Lüge, hoorspel (Variaties over "Üb' immer Treu und Redlichkeit")
- Die letzte Visite, hoorspel – tekst: H. Gruhl, H.G. Berthold
- Die Odyssee, hoorspel
- Die weisse Nelke, hoorspel
- Dominik Dachs, televisie jeugdspel
- Dornröschen's Erwachen, hoorspel
- Do-Your-Plättli-Self, hoorspel
- Drei Kugeln ins Herz, hoorspel
- Drei Männer im Schnee, hoorspel – tekst: Erich Kästner en René Juillet
- Ein Mord kommt selten allein, hoorspel – tekst: Michael Davis, Hans Hausmann
- Ein Tag in Basel, hoorspel
- Eine Nacht ausser Haus – A night out, hoorspel – tekst: Willy H. Thiem
- Eine Stadt sucht einen Gründer, hoorspel – tekst: Hans Hausmann, Kurde Heyne
- Enkel durchs Fenster, hoorspel – tekst: Hugh Wickham, Duitse vertaling: Angela Süssdorf
- Es lenzt!, hoorspel – tekst: Werner Wollenberger
- Eusebius Bitterli bei den Marsbewohnern, hoorspel
- Flucht aus dem Krügerpark, hoorspel
- Fünf Treppen – ohne Fahrstuhl, hoorspel – tekst: K.R. Neubert
- Goldregen, hoorspel – tekst: J.B. Priestley en Jul. Filip
- Helvetiastrasse 17, hoorspel – tekst: Jacob Fischer
- Hinter der Mauer, hoorspel – tekst: Vel Gielgue
- Ich möchte einmal König sein, hoorspel – tekst: James Krüss
- Jim Knopf und die wilde 13, hoorspel
- Kanalprojekt Cognac, hoorspel – tekst: Peter Hammond, Colin Craig
- La Boutique, hoorspel
- Livingstone's letzte Reise, hoorspel
- Mein Haus ist meine Burg, hoorspel
- Mein Name ist Paul Cox, hoorspel – tekst: Rolf Becker en Alexandra Becker
- Moral, hoorspel – tekst: Ludwig Thoma
- Mord am Pharao, hoorspel – tekst: Victor Pemberton, Albert Werner
- Mord in Venedig, hoorspel – tekst: Val Gielgud, Hans Hausmann
- Morgenstund hat Gold im Mund, hoorspel – tekst: Roderick Wilkinson
- Nackte Angst, hoorspel – tekst: Charles Maître
- Nora Radio komedie van Georges Mikes
- Pfui Martina
- Prinz Mandalay, hoorspel
- Quo vadis, hoorspel
- S'Geisteret in dr Ruetegass, hoorspel – tekst: Hermann Schneider
- Spalebärg 77a, hoorspel
- Spurlos verschwunden, hoorspel – tekst: Russel Warren, Dan Ferguson, Albert Werner
- Studie in Scharlachrot, hoorspel – tekst: Albert Werner
- Teleboy televisie amusement uitzending
- Theseus, hoorspel – tekst: Edward Blishen, Jeanette Blattner
- Trautes Heim – Glück allein, hoorspel
- Treffpunkt Basel!, hoorspel
- Unter allem Hund, hoorspel – tekst: Rod Wilkinson
- Verlass Deinen Garten nicht, hoorspel – tekst: Walter Oberer
- Viermal zwei, hoorspel
- Vor hundert Jahren, hoorspel – tekst: Gertrud Lendorff
- Vorspiel Ces Opus 5, hoorspel – tekst: Cesar Kaiser
- Weekend, hoorspel – tekst: Noël Coward – Duitse vertaling: Martin Dongen
- Wer zuletzt lacht, hoorspel – tekst: Noël Coward, Rob. Gillner
- Zimmer mit Aussicht auf den Tod, hoorspel – tekst: Alain Bernier, Roger Methide
- Züri by night, hoorspel

### Kamermuziek
- Anthracit, voor trombone
- Musik zu "Menander der Menschenfeind" – Dyskolos, voor hobo en slagwerk

### Filmmuziek
- 1955 Nos Forets
- 1958 Eine Rheinfahrt, die ist lustig
- 1958 SOS Gletscherpilot
- 1958 Zum goldenen Ochsen
- 1959 Der Mustergatte
- 1959 HD-Soldat Läppli, der Etappenheld
- 1960 Der Herr mit der schwarzen Melone (samen met Béla Bartók)
- 1961 Chikita ihr klein Häuschen
- 1961 Die Heuchler (Die Gejagten)
- 1962 Der 42. Himmel (samen met Werner Kruse)
- 1965 Die Oben ohne Story
- 1965 Flucht ins Paradies
- 1966 Der Würger vom Tower (samen met Walter Baumgartner en Bruno Spoerri)
- 1968 Die sechs Kummerbuben (samen met Robert Blum)
- Umfahrung Winterthur Film